# Piper cordulatum
Piper cordulatum är en pepparväxtart som beskrevs av C. Dc.. Piper cordulatum ingår i släktet Piper och familjen pepparväxter. Inga underarter finns listade i Catalogue of Life.